# Banca centrale della Repubblica dell'Uzbekistan
La banca centrale della Repubblica dell'Uzbekistan è la banca centrale dello stato asiatico dell'Uzbekistan.
La moneta ufficiale dello stato è lo som uzbeko.